# Мора (округ)
Мора (англ. Mora) — округ в штате Нью-Мексико, США. Столица — Мора. По данным переписи за 2010 год число жителей округа составляло 4881 человек. Округ был создан в 1860 году.

## Географическое положение
Расположен в южной части штата. По данным Бюро переписи населения США округ Мора имеет общую площадь в 5009 квадратных километра, из которых 5001 кв. километров занимает земля и 6 кв. километров — вода.

## История
Первыми поселенцами территории округа Мора, в частности долины реки Мора, были апачи хикарилья. В 1600-х испанские конкистадоры путешествовали вдоль реки Мора, а в 1700-х французские охотники исследовали горы и реки территории. В 1835 году на территории округа Мора уже было три населённых пункта: Мора, Санта-Фе и Таос.

## Население
| Год переписи | Нас.  |  | %±     |
| ------------ | ----- |  | ------ |
| 1910         | 12611 |  | —      |
| 1920         | 13915 |  | 10,3%  |
| 1930         | 10322 |  | −25,8% |
| 1940         | 10981 |  | 6,4%   |
| 1950         | 8720  |  | −20,6% |
| 1960         | 6028  |  | −30,9% |
| 1970         | 4673  |  | −22,5% |
| 1980         | 4205  |  | −10%   |
| 1990         | 4264  |  | 1,4%   |
| 2000         | 5180  |  | 21,5%  |
| 2010         | 4881  |  | −5,8%  |
| 2016         | 4504  |  | −7,7%  |

В 2010 году на территории округа проживал 4881 человек (из них 51,2 % мужчин и 48,8 % женщин), насчитывалось 2114 домашних хозяйства и 1295 семей. Расовый состав: белые — 70,9 %, афроамериканцы — 0,7 %, коренные американцы — 1,3 %, азиаты — 0,3 и представители двух и более рас — 3,3 %. 81,0 % населения были латиноамериканцами.
Население округа по возрастному диапазону по данным переписи 2010 года распределилось следующим образом: 21,3 % — жители младше 18 лет, 3,0 % — между 18 и 21 годами, 57,0 % — от 21 до 65 лет и 18,7 % — в возрасте 65 лет и старше. Средний возраст населения — 46,0 лет. На каждые 100 женщин в Море приходилось 104,8 мужчин, при этом на 100 совершеннолетних женщин приходилось уже 102,8 мужчин сопоставимого возраста.
Из 2114 домашних хозяйств 61,3 % представляли собой семьи: 43,5 % совместно проживающих супружеских пар (12,4 % с детьми младше 18 лет); 10,9 % — женщины, проживающие без мужей и 6,9 % — мужчины, проживающие без жён. 38,7 % не имели семьи. В среднем домашнее хозяйство ведут 2,31 человека, а средний размер семьи — 2,92 человека. В одиночестве проживали 33,2 % населения, 13,5 % составляли одинокие пожилые люди (старше 65 лет).

## Экономика
В 2015 году из 3656 трудоспособных жителей старше 16 лет имели работу 1166 человек. В 2014 году медианный доход на семью оценивался в 31 719 $, на домашнее хозяйство — в 23 822 $. Доход на душу населения — 15 591 $. 17,3 % от всего числа семей в Море и 23,4 % от всей численности населения находилось на момент переписи за чертой бедности.